# Bundaberg
Bundaberg is een stad in de Australische deelstaat Queensland, zo'n 370 km ten noorden van Brisbane. De stad is gelegen aan de rivier de Burnett en ligt ongeveer tien kilometer van de kust af. Ze heeft circa 50.000 inwoners.
Bundaberg is een belangrijk centrum van de suikerindustrie. In de hele regio wordt er intensief suikerriet verbouwd en in de omgeving van de stad zijn vele suikerraffinaderijen te vinden. Verschillende suikerhoudende producten worden in en rond de stad geproduceerd, waarvan Bundaberg Rum een van de bekendste is.
Op toeristisch vlak staat Bundaberg bekend als de "springplank naar het Groot Barrièrerif". Het ligt in de nabijheid van Lady Musgrave-eiland en de Lady Ellioteilanden, de meest zuidelijke Australische koraaleilanden. Het wereldberoemde Mon Repos Beach (Turtle Beach) ligt op 11 km afstand. Tussen oktober en maart komen grote aantallen lederschildpadden (Caretta caretta) hier hun eieren leggen. Enkele kilometers hiervandaan ligt Bargara, een groeiende kustplaats voor onder andere renteniers.
De naam van de lokale aboriginalgroep is Gurang-Gurang (goe-rang goe-rang).

## Geboren
- Joshua Brillante (25 maart 1993), voetballer

Hoofdstad: Brisbane

Steden: Bundaberg · 
Cairns · 
Caloundra · 
Charters Towers · 
Gladstone · 
Gold Coast · 
Hervey Bay · 
Ipswich · 
Logan · 
Mackay · 
Maryborough · 
Mount Isa · 
Rockhampton · 
Thuringowa · 
Toowoomba · 
Townsville